# ديفيد بيركنز
ديفيد بيركنز (بالإنجليزية: David Perkins)‏ هو عالم وراثة أمريكي، ولد في 2 مايو 1919، وتوفي في 2 يناير 2007.